# Talegalla
Talegalla es un género de aves galliformes perteneciente a la familia Megapodiidae.

## Especies
El género contiene tres especies:
- Talegalla cuvieri - talégalo de Cuvier;
- Talegalla fuscirostris - talégalo piquinegro;
- Talegalla jobiensis - talégalo patirrojo.